# Breuna
Breuna település Németországban, Hessen tartományban. Lakosainak száma 3573 fő (2023. december 31.).

## Népesség
A település népességének változása:
| Lakosok száma | 3590 | 3627 | 3578 | 3556 | 3574 | 3573 |
|               | 2015 | 2017 | 2019 | 2021 | 2022 | 2023 |